# Manfred Nerlinger
Manfred Nerlinger (Monaco di Baviera, 27 settembre 1960) è un ex sollevatore e imprenditore tedesco.
Ha partecipato a quattro edizioni dei Giochi Olimpici, gareggiando per tutta la sua carriera nella categoria dei pesi supermassimi (oltre 110/108 kg.), dapprima per la ex Germania Ovest e poi per la Germania riunificata.

## Carriera
Nerlinger ha iniziato molto giovane con la pratica del sollevamento pesi ed è stato convocato per la prima volta a gare di grande livello internazionale nel 1982, ai campionati mondiali di Lubiana, terminando al nono posto. Ai campionati mondiali di Mosca dell'anno successivo si è classificato sesto.
Nel 1984 ha partecipato ai suoi primi Giochi Olimpici a Los Angeles. A causa del boicottaggio di quell'edizione dei Giochi da parte dei Paesi dell'Europa dell'Est, nella maggior parte delle classi di peso la concorrenza era piuttosto scarsa e Nerlinger ha così potuto vincere la sua prima medaglia di bronzo olimpica con 397,5 kg. nel totale, dietro l'australiano Dean Lukin con 412,5 kg. e lo statunitense Mario Martinez con 410 kg. Allo stesso tempo, questo risultato significava la medaglia di bronzo anche ai campionati mondiali, perché entrambi gli eventi si sono svolti nella stessa gara per l'ultima volta.
Appena un anno dopo, ai campionati mondiali del 1985 a Södertälje, Nerlinger riuscì a salire a 422,5 kg., confermando la medaglia di bronzo dietro al bulgaro Antonio Krăstev con 437,5 kg. e al sovietico Aleksandr Gunyashev con 432,5 kg. Ai Campionati mondiali di Sofia del 1986, ha vinto la medaglia d'argento con 430 kg. nel totale, terminando alle spalle di Krăstev (460 kg.), mentre ai campionati mondiali di Ostrava 1987 non è riuscito a salire sul podio, terminando la gara al quarto posto nonostante il risultato nel totale di 450 kg., comunque lontano dai 472,5 kg. della medaglia d'oro del sovietico Aleksandr Kurlovič.
Nel 1988, dopo aver vinto la medaglia di bronzo ai campionati europei di Cardiff con 442,5 kg., ha partecipato alle Olimpiadi di Seul, vincendo la medaglia d'argento con 430 kg. nel totale, alle spalle di Kurlovič (462,5 kg.) e davanti al connazionale Martin Zawieja (415 kg.).
Ai campionati mondiali di Atene del 1989 ha avuto un risultato piuttosto deludente rispetto alle attese, ottenendo 420 kg. nel totale e terminando fuori dal podio al quarto posto, mentre ai campionati europei di Aalborg dell'anno successivo ha saputo rifarsi, vincendo la medaglia d'argento dietro a Kurlovič e arrivando a 455 kg. nel totale, che resterà il suo migliore per il resto della sua carriera. Il campionato europeo di Aalborg è stata l'ultima manifestazione internazionale in cui Nerlinger ha rappresentato la Germania Ovest, gareggiando in seguito per la Germania riunificata.
Nel 1991 ha vinto la medaglia d'argento ai campionati europei di Władysławowo con 422,5 kg., terminando dietro al sovietico Leonid Taranenko (447,5 kg.), successivamente ha partecipato ai campionati mondiali di Donaueschingen, vincendo un'altra medaglia d'argento con 425 kg. dietro a Kurlovič (455 kg.).
La sua terza Olimpiade a Barcellona 1992 gli ha portato anche la sua terza medaglia olimpica. Con 412,5 kg. nel totale ha ottenuto la medaglia di bronzo dietro a Kurlovič (450 kg.) e a Taranenko (425 kg.); il totale di Nerlinger era lo stesso ottenuto dal cubano Ernesto Aguero-Shell, ma il bronzo venne assegnato al tedesco grazie al suo peso corporeo inferiore rispetto a quello del cubano.
L'anno seguente Nerlinger ha vinto la medaglia d'oro ai campionati europei di Sofia con 427,5 kg., battendo il giovane russo Andrej Čemerkin (425 kg.). A partire da quell'anno il limite della categoria dei pesi supermassimi era stato ridotto a 108 kg. Ai campionati mondiali dello stesso anno disputatisi a Melbourne ha vinto la medaglia d'argento con 440 kg., battuto dal connazionale Ronny Weller (442,5 kg.).
Ai campionati mondiali di Istanbul del 1994 ha disputato una gara sottotono, non andando oltre il quinto posto con 425 kg.
È ritornato sul podio l'anno successivo, per l'ultima volta nella sua carriera, ai campionati europei di Varsavia, sollevando 417,5 kg. nel totale, risultato per lui modesto ma sufficiente per la medaglia d'argento dietro Čemerkin, medaglia d'oro con 442,5 kg. Nello stesso anno, ai campionati mondiali di Guangzhou Nerlinger è arrivato quarto con 427,5 kg., confermando le difficoltà nel contrastare i sollevatori emergenti della sua categoria.
Ha disputato la sua ultima competizione internazionale partecipando alle Olimpiadi di Atlanta 1996, nelle quali ottenne un onorevole sesto posto con 422,5 kg. nel totale, considerato il livello molto alto di quella gara olimpica.
Nel corso della sua carriera ha realizzato un record del mondo nella prova di slancio nel 1993, durante i campionati mondiali di Melbourne.
Dopo aver abbandonato l'attività agonistica, Nerlinger è diventato un allenatore di sollevamento pesi, lavorando anche per la relativa Federazione tedesca, e ha avviato un commercio di abbigliamento e accessori per la pratica di questa attività sportiva.